# Cházár András Egységes Gyógypedagógiai Módszertani Intézmény, Kollégium és Gyermekotthon
A Cházár András Egységes Gyógypedagógiai Módszertani Intézmény, Kollégium és Gyermekotthon, korábban Siketnémák Országos Intézete, ezen intézmény jogelődje az első magyarországi gyógyító-nevelő intézet Cházár András kezdeményezésére 1802-ben kezdte meg működését „Váczi Királyi Magyar Siketnéma-Intézet” elnevezéssel.

## Az épület
Az intézet (Vác, Március 15. tér 6.) két középkori kanonokház egybeépítésével alakult ki, s a török kiűzése után püspöki palotaként működött. 1741-ben felújították, az udvar felé bővítették. Miután a püspök új palotába költözött, ez az épület tanintézetként élt tovább, később az angolkisasszonyok zárdája nyert benne elhelyezést, majd katonai célokra használták. 1802-ben Cházár András itt alapította meg az ország első intézetét siketek és némák számára, és a ház azóta is ezt a célt szolgálja.

## Az iskola története

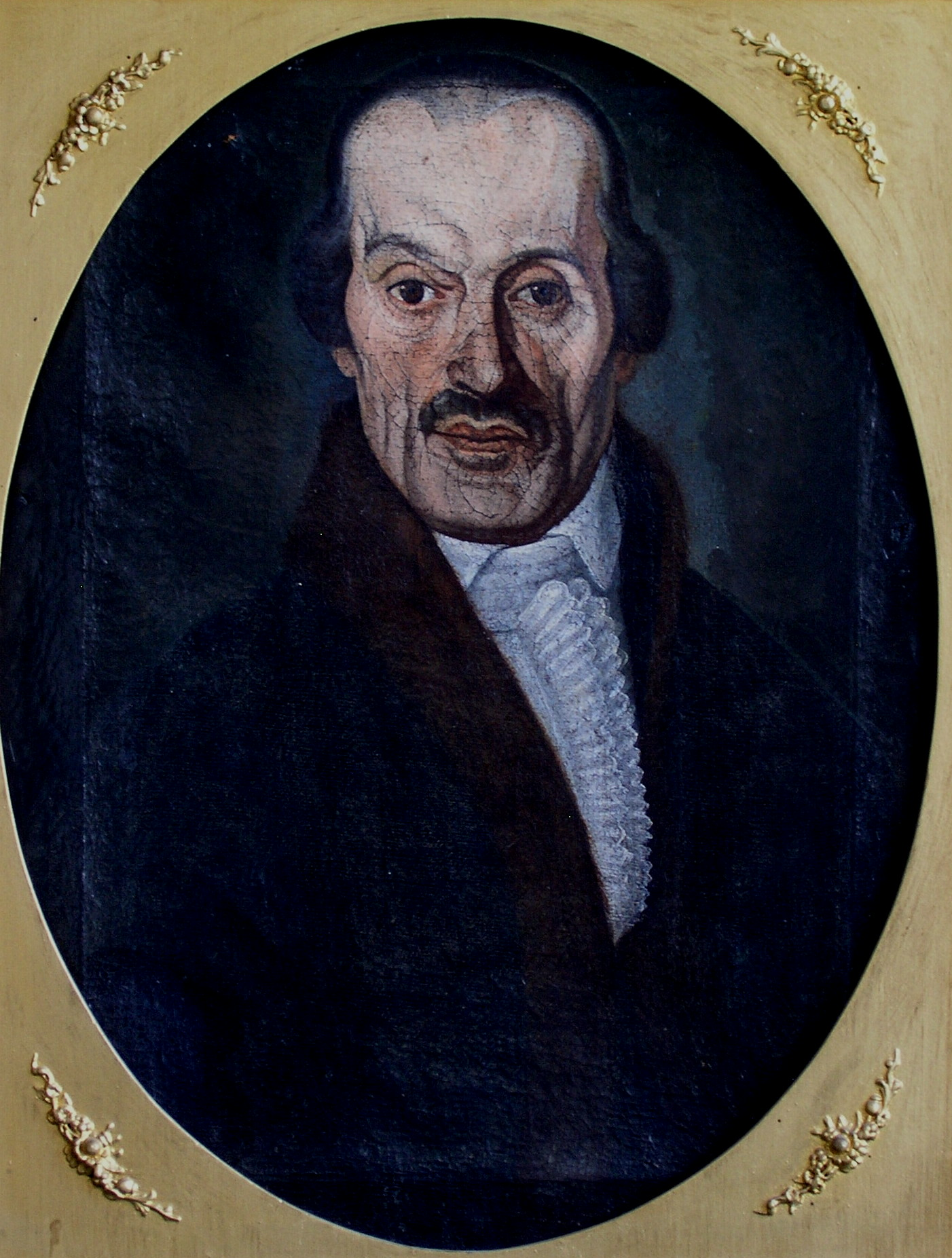
Cházár András

Cházár András alapítványokból tartotta fenn iskoláját. Az adományozók nevét a bejárati előcsarnokban lévő márványtáblákon lehet elolvasni, köztük olyan nevekkel, mint, I. Ferenc osztrák császár vagy Draveczky Ferenc esztergomi püspök). I. Ferenc például 5000 Ft-ot és az akkor üresen álló váci püspöki palotát rendelte intézet létesítésének céljára. A váci intézet 1878-ig az ország egyedüli siketeket oktató iskolája volt, ekkor nyílt meg Budapesten az izraelita siketoktatási intézet.
A megnyitás évében 3 tanerő oktatott 20 tanulót. Később a tanulók száma évről évre nőtt, így 1901-ben már 151 tanulója és 15 tanára volt az intézetnek. Miután az épület kicsinek bizonyult a tanulók elhelyezésére, Borbély Sándor az akkori igazgató – akinek szobra az iskola kertjében található – elhatározta, hogy a fennállás 100 éves fordulójára új épületet építtet. Itt több iskolai tanterem, tornaterem, szertár és tanári szoba is helyet kapott. Ezt a ma is működő épületet 1902 júliusában adták át.
Az intézet a két világháború alatt is működött, és bár a háborúk okozta épületkárokat rendbe hozták, a rombolás okozta veszteségeket teljesen soha nem tudták pótolni. A sok év alatt összegyűjtött könyvek, eszközök, szobrok örökre eltűntek. 1977-re a régi épület már annyira elhasználódott, hogy a felújítás mellett döntöttek, amely 1990-ig tartott.
1990-ben teljesült a tantestület régi vágya, és az intézet felvette alapítója: Cházár András nevét. Ez alkalomból nyílt meg a siketoktatással kapcsolatos, az alapítás óta fennmaradt emlékekből álló múzeum.